# Stan Benham
Stan Benham, właśc. Stanley Delong Benham (ur. 21 grudnia 1913 w Lake Placid, zm. 22 kwietnia 1970 w Miami) – amerykański bobsleista, dwukrotny medalista igrzysk olimpijskich i wielokrotny medalista mistrzostw świata.

## Kariera
Pierwszy sukces w karierze Stanley Benham osiągnął w 1949 roku, kiedy wspólnie z Patrickiem Martinem, Williamem D’Amico i Billem Caseyem zwyciężył w czwórkach podczas mistrzostw świata w Lake Placid. Wynik ten Amerykanie z Benhamem w składzie powtórzyli na rozgrywanych rok później mistrzostwach świata w Cortinie d’Ampezzo. Na tych samych mistrzostwach Benham w parze z Patrickiem Martinem zdobył też srebrny medal w dwójkach. Kolejne medale wywalczył podczas mistrzostw świata w Alpe d’Huez w 1951 roku, gdzie był drugi w dwójkach i czwórkach. Rok później wystartował na igrzyskach olimpijskich w Oslo, w parze z Martinem zdobywając srebro w dwójkach, a wspólnie z Martinem, Howardem Crossettem i Jamesem Atkinsonem drugi był też w czwórkach. Następnie zdobył brązowy medal w dwójkach na mistrzostwach świata w Cortinie d’Ampezzo w 1954 roku, gdzie startował z Jamesem Bickfordem. Ostatni sukces osiągnął na rozgrywanych w 1961 roku mistrzostwach świata w Lake Placid, gdzie reprezentacja USA w składzie: Stanley Benham, Gary Sheffield, Jerry Tennant i Chuck Pandolph zdobyła srebro w czwórkach.